# Calea cea grea
Calea cea grea (titlu original: The Harder They Fall) este un film american noir sportiv din 1956 regizat de Mark Robson. Rolurile principale au fost interpretate de actorii Humphrey Bogart, Jan Sterling și Rod Steiger. Este produs și scris de Philip Yordan pe baza unui roman omonim din 1947  de Budd Schulberg. Acesta este ultimul film artistic în care apare Bogart.

## Distribuție
- Humphrey Bogart - Eddie Willis
- Rod Steiger - Nick Benko
- Jan Sterling - Beth Willis
- Mike Lane - Toro Moreno
- Edward Andrews - Jim Weyerhause
- Harold J. Stone - Art Leavitt, TV sportscaster
- Carlos Montalbán - Luís Agrandi
- Nehemiah Persoff - Leo
- Felice Orlandi - Vince Fawcett
- Herbie Faye - Max
- Rusty Lane - Danny McKeogh
- Jack Albertson - Pop
- Tony Blankley - Nick Benko's son
- Paul Frees - Priest
- Val Avery - Frank
- Tommy Herman - Tommy
- Vinnie DeCarlo - Joey
- Matt Murphy - Sailor Rigazzo
- Abel Fernandez - Chief Firebird
- Marion Carr - Alice